# Der Aufsichtsrat
Der Aufsichtsrat ist eine Fachzeitschrift aus der Handelsblatt Fachmedien GmbH, die seit 2004 in 11 Ausgaben pro Jahr erscheint.
Die Zeitschrift vermittelt auf 16 Seiten aktuelle Informationen für Aufsichtsräte und Beiräte. Ergänzt werden diese Beiträge durch eine Kurzübersicht über aktuelle Rechtsprechungen und Personalmeldungen.
Die Beiträge befassen sich mit allen relevanten Informationen rund um die Tätigkeit eines Aufsichts- oder Beirats.
Es erscheinen zudem Sonderhefte zu ausgewählten Schwerpunktthemen, zum Beispiel „Rechte und Pflichten von Aufsichts- und Beiräten“ oder „Haftung von Aufsichtsräten“.